# Trémuson
Trémuson é uma comuna francesa na região administrativa da Bretanha, no departamento Côtes-d'Armor. Estende-se por uma área de 6,31 km². Em 2010 a comuna tinha 2 144 habitantes (densidade: 339,8 hab./km²).